# Turbolaimella setosa
Turbolaimella setosa är en rundmaskart som beskrevs av Nathan Augustus Cobb 1933. Turbolaimella setosa ingår i släktet Turbolaimella och familjen Leptosomatidae. Inga underarter finns listade i Catalogue of Life.